# Власьев, Сергей Николаевич
Сергей Николаевич Власьев (18 [30] мая 1880, Ярославль — 3 сентября 1955, Франция) — капитан 1-го ранга, подводник, русский изобретатель в области вооружений.

## Биография
Родился 18 (30) мая 1880 года в дворянской семье Власьевых — сын капитана 2-го ранга (контр-адмирала в отставке) Николая Всеволодовича Власьева (1837—1911) и Варвары Ивановны Власьевой, урождённой Писаревской. Дед — контр-адмирал Всеволод Алексеевич Власьев.
В 1893 году поступил в Морской кадетский корпус, на действительной службе с 1 сентября 1897 года. В 1900 году окончил кадетский корпус, в звании мичмана зачислен в 28-й флотский экипаж, тогда же награждён премией вице-адмирала Назимова. Служил вахтенным начальником, производил гидрографические работы на Чёрном и Азовском морях. В 1901—1902 годах прошёл обучение на курсе в Морской учебно-стрелковой команде, служил вахтенным офицером эскадренного броненосца «Ростислав». В 1902—1903 годах окончил Минный офицерский класс, выпущен в звании минного офицера 2-го разряда. Был учеником А. С. Попова, прошёл подготовку по обслуживанию радиостанций с увеличенным радиусом действия, командирован в Порт-Артур, куда доставил две радиотелеграфные станции «Попов — Дюкрете», одна из которых была установлена на броненосце «Петропавловск», вторая — на Золотой горе.
По некоторым сведениям, за 3 дня до боя «Варяга» с японской эскадрой была осуществлена попытка радиосвязи между крейсером и Порт-Артуром.

### Русско-японская война
С 1903 года — в Порт-Артуре, мичман, старший минный офицер на минном заградителе «Енисей». На второй день русско-японской войны при постановке минного заграждения в бухте Талиеван на подступах к порту Дальний «Енисей» был снесён течением на свои мины, взорвался и затонул, погибли командир, три офицера и 92 человека команды. С. Н. Власьев был тяжело ранен в голову. Младший минный офицер эскадренного броненосца «Цесаревич» (4 февраля — 11 апреля 1904), затем «Победа» (11 апреля — 26 ноября 1904) «…с заведованием установкой новых станций беспроволочного телеграфирования, пребывающих из России…», 28 апреля 1904 года командирован для установки такой станции на Ляотешане. Участвовал в тралении рейда Порт Артур на минных паровых катерах эскадренного броненосца «Победа». Участвовал в боевых действиях на море, несколько раз вызывался добровольцем на постановку минных заграждений «с плотиков». Участвовал в ремонте и модернизации подводной лодки системы Джевецкого (командир мичман Б. П. Дудоров), построенной в 1881 году и доставленной в Порт-Артур в 1900 году по настоянию контр-адмирала В. К. Витгефта. Просьба Власьева о выходе на ней в море была отклонена контр-адмиралом Р. Н. Виреном. Не желая бездействовать, выпросил для себя направление в состав второго морского десанта. Осенью 1904 года в составе команды матросов был направлен на сухопутный фронт в форт № 2, и в сентябре разработал новый образец оперённых шестовых мин для стрельбы с большими углами возвышения из пероборудованных морских орудий калибров 47 и 75 мм — прообраз миномётного оружия. Совместно с начальником артиллерийских мастерских крепости капитаном Л. Н. Гобято воплотил свою идею, и с октября 1904 успешно применял новое оружие. Накануне капитуляции Порт-Артура С. Н. Власьев не желая сдаваться в плен с разрешения командования в ночь на 2 января 1905 года прорвался на минном катере в китайский порт Чифу, где доставил российскому консулу телеграммы от коменданта Порт-Артура и адмиралов, затем при помощи консула смог, переодевшись, проникнуть через китайскую территорию на реку Ляохе, занятую Маньчжурской армией, где прибыл с личным докладом к Главнокомандующему сухопутными силами генералу Куропаткину, находился в его распоряжении, участвовал в Мукденском сражении.
За храбрость был награждён орденами: Св. Анны 4-й степени с надписью «За храбрость», Св. Станислава 3-й степени с мечами и бантом, Св. Анны 3-й степени с мечами и бантом, Св. Владимира 4-й степени с мечами и бантом и серебряной медалью «В память русско-японской войны».

### Рождение подводного флота
В 1906 году в числе семи офицеров отобран в Учебный отряд подводного плавания (создан 27 марта 1906 года, командир — Э. Н. Щенснович). С 1906 года командовал подводной лодкой «Макрель», с 1907 года —- подводной лодкой «Пескарь»; 7 декабря 1907 года в чине лейтенанта был внесён (двадцать пятым) в первый список офицеров подводного плавания.
Идея подводных лодок не находила поддержки в руководстве флота, в частности их противником был капитан-лейтенант А. В. Колчак: «Идея замены современного линейного флота подводным может увлечь только дилетантов военного дела… Специально минный или подводный флот — фиктивная сила…» . В конце 1907 года Власьев выступил в защиту подводного флота с докладом «Отчет командира подводной лодки „Пескарь“ о плаваниях и манёврах», и получил «высочайший» выговор от Николая II за то, что «вмешивался в прерогативы, ему не принадлежащие». Тем не менее (помогло и заступничество крупнейшего русского кораблестроителя, академика А. Н. Крылова) в 1907 году Власьев назначен командиром строящейся лодки «Акула», самой крупной и современной на то время, участвовал в проектировании минного вооружения. Ему принадлежит инициатива группового использования подводных лодок в боевых операциях, разработка новых методик ведения боя.
За усилия в развитии подводного плавания 18 апреля 1910 года был награждён орденом Св. Станислава 2-й степени; 6 декабря 1912 года за отличие по службе ему присвоено звание капитана 2-го ранга. В 1914 году получил нагрудный знак защитника крепости Порт-Артур.

### Первая мировая война
В Первую мировой войну, командуя «Акулой», совершил несколько боевых выходов в море. 26 августа (8 сентября) 1914 произошла первая атака русской подводной лодки под командованием С. Н. Власьева в Первой мировой войне: обнаружив в районе острова Готска-Сандён германский лёгкий крейсер «Амазоне» в охранении эсминцев, «Акула» выстрелила одной торпедой по приближающимся эсминцам, что заставило их покинуть район боя вместе с крейсером. 22 октября 1914 года «Акула» потопила немецкий транспорт в Данцигской бухте. 17 декабря 1914 года у Готланда атаковала лёгкий крейсер «Аугсбург» 2 торпедами, вновь промахнувшись.
Власьев командовал «Акулой» до февраля 1915 года. Погибла «Акула» в ноябре 1915 года под командованием одного из лучших русских подводников Н. А. Гудима.
В марте 1915 года командующий Балтийским флотом наградил капитана 2-го ранга Власьева «За отличное несение дозорной службы в районе боевых действий» мечами к ордену Св. Станислава 2-й степени. В 1915 году был назначен командиром 5-го дивизиона подводных лодок Балтийского флота.
С конца мая 1915 года — командир заградителя «Нарова» и в августе того же года переведён в транспортную флотилию Черноморского флота, а в 1916 году — в 1-й Балтийский флотский экипаж (эти перемещения являлись последствием некоего проступка, подробности о котором неизвестны).

### Гражданская война
В Гражданскую войну находился на Юге России в Добровольческой армии и Вооружённых Силах Юга России. В ноябре 1918 года — начальник морской обороны Отдельной Одесской добровольческой бригады. В январе 1919 года в Одессе по приказу Главнокомандующего Вооруженными Силами Юга России началось формирование 2-го отряда судов для действий на реках и в феврале начальником отряда был назначен С. Н. Власьев. В августе 1919 года в Севастополе он участвовал в работе комиссии по приёмке от союзников кораблей Черноморского флота. В приказах на июль 1920 года уже именуется капитаном 1-го ранга.

### Эмиграция
В ноябре 1920 года на крейсере «Адмирал Об» («Amiral Aube») эвакуировался из Крыма в Константинополь, где состоял членом Союза (русских) морских офицеров. В ноябре 1922 года возглавил переход русских тральщиков и буксиров, реквизированных французским правительством, из Константинополя в Марсель. С 1923 года жил в Париже, работал таксистом. В 1928 года — член Военно-морского исторического кружка в Париже, в 1932 году «вышел из Кают-компании в Париже в Морское Собрание».
После окончания Второй мировой войны в Париже получил советский паспорт. Скончался 3 сентября 1955 года и был похоронен на русском кладбище Сент-Женевьев-де-Буа.

## Семья
Первая жена — Иоанна Александровна, урождённая Ян. Их дети: Николай (1904 — после 1917), Тамара (1906—1996, Париж), Ростислав (1907—1986, Санкт-Петербург). С 1915 года ушла к сослуживцу Власьева Константину Терлецкому, в 1916 году погибла на подорвавшемся на мине транспортном судне, Николай на тот момент уже поступил в Морской корпус, а младшие дети остались на попечении Терлецкого.
Вторая жена — Мария Васильевна, урождённая Попова (1892—1972); в 1-м браке была за Чижовым и имела дочь Ирину. Во 2-м браке детей у них не было.